# 2010 en Belgique
Chronologie de la Belgique
- 2006
- 2007
- 2008
- 2009
- 2010
- 2011
- 2012
- 2013
- 2014

Cette page concerne des événements qui se sont produits durant l'année 2010 du calendrier grégorien en Belgique.

## Chronologie

### Janvier
- Nuit du 26 au 27 janvier : explosion due au gaz dans deux immeubles de la rue Léopold, à Liège, faisant quatorze morts et de nombreux blessés.

### Février
- 15 février : collision frontale entre deux trains à hauteur de Buizingen, faisant 19 morts et 125 blessés.

### Avril
- 22 avril : chute du gouvernement du premier ministre chrétien-démocrate flamand, Yves Leterme en poste depuis novembre 2009.

### Mai
- 4 mai : la maison d'édition belge, Casterman, annonce avoir été assignée en justice, en tant qu'éditeur et distributeur, par un Congolais, Bienvenu Mbutu Mondondo, résident en Belgique, afin d'obtenir l'interdiction de l'album Tintin au Congo (1930), une œuvre qu'il estime « raciste » à l'égard des Africains. Le plaignant « demande que l'album soit retiré de la vente ou à défaut qu'un avertissement y soit inséré », comme c'est déjà le cas dans l'édition anglaise, car il considère que la vision des Noirs africains qu'il véhicule est offensante. La maison d'édition estime que « la position de Casterman est de s'opposer au retrait. Cela fait 80 ans que cet ouvrage, qui n'est qu'une photographie de sentiments de l'époque, est distribué aussi bien en Europe qu'en Afrique, sans causer de problèmes […] "Tintin au Congo" fait partie du patrimoine mondial de la bande dessinée »[1].

### Juin
- 13 juin : élections fédérales belges. Le parlement est plus divisé que jamais et se révèle incapable de réunir une coalition parlementaire pour gouverner. La Belgique se trouve alors plongée dans la plus longue crise politique de son histoire, qui dura plus de 500 jours. On notera l'élection d'une députée du Centre démocrate humaniste, Mahinur Özdemir, à la chambre basse. Elle est la première femme voilée à entrer dans un parlement européen, ce qui provoque de nombreuses réactions parmi les milieux politiques et intellectuels belges.

### Juillet

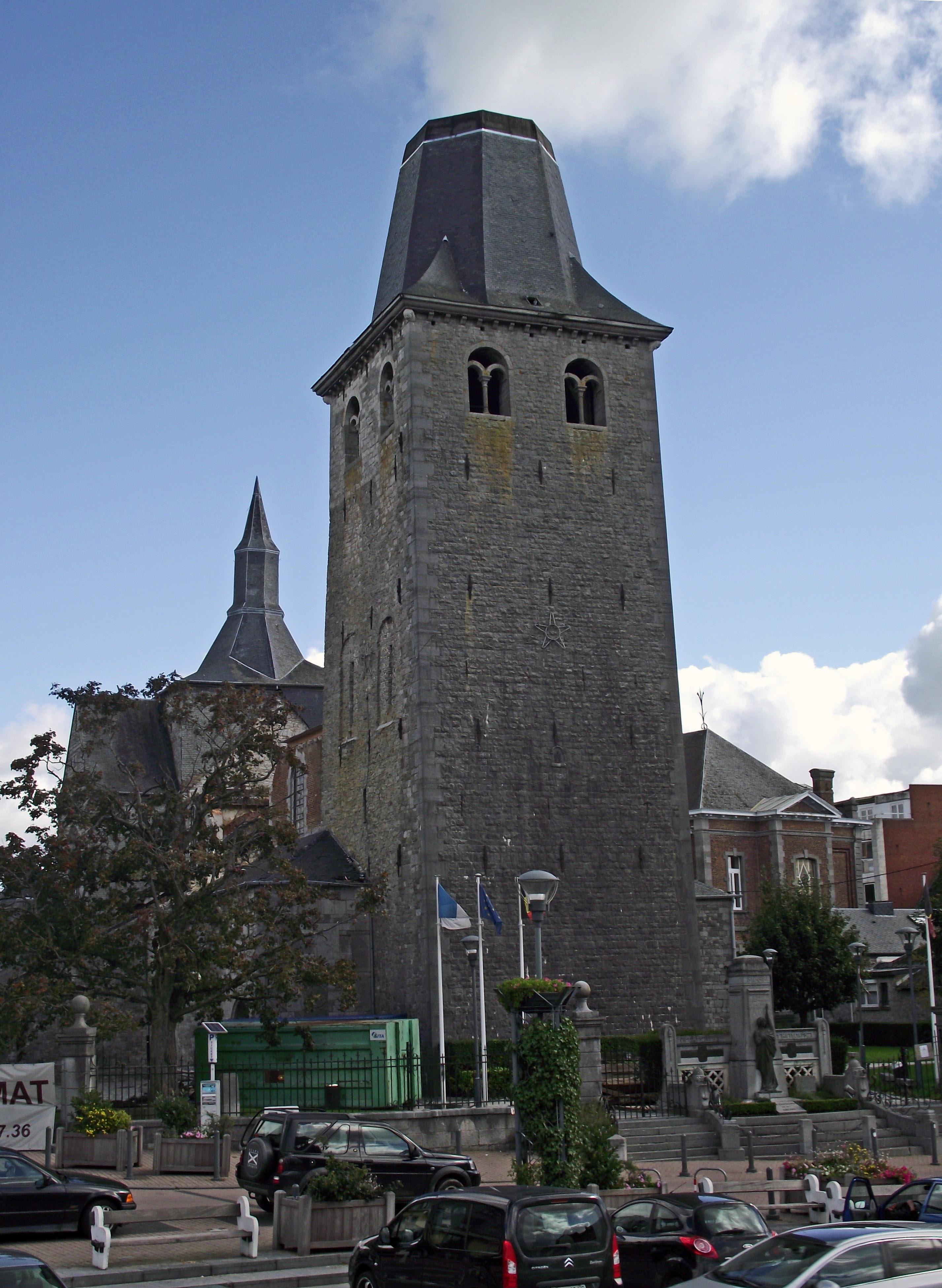
La collégiale de Ciney après le passage de la tornade le 14 juillet.

- 1er juillet : la Belgique prend pour la douzième fois la présidence tournante de l'Union européenne et succède à l'Espagne alors que le gouvernement d'Yves Leterme est démissionnaire.
- 14 juillet: Une tornade ravage Ciney, détruisant notamment le clocher de la collégiale[2] sans toutefois faire de blessés.

## Culture

### Littérature
- Prix Victor-Rossel : Caroline De Mulder, Ego Tango (Champ Vallon).

## Sciences
- Prix Francqui : François Maniquet (économie, UCL).
- Mise en service du télescope belge « TRAPPIST » situé à l'observatoire de La Silla (Chili) et contrôlé depuis l'université de Liège.

## Statistiques
- Population totale au 1er janvier 2010 : 10 839 905 habitants[3].